# 10529 Ґіссенбурґ
10529 Ґіссенбурґ (10529 Giessenburg) — астероїд головного поясу, відкритий 16 листопада 1990 року.
Тіссеранів параметр щодо Юпітера — 3,597.